# Petr Herman
Petr Herman (né le 1er janvier 1974 à Břeclav) est un coureur cycliste tchèque.

## Palmarès
- 1992
  - Course de la Paix juniors
- 1996
  - 2e du Tour de Lidice
- 1997
  - 2e de Velká Bíteš-Brno-Velká Bíteš
- 2000
  - 13e étape du Tour de Cuba
  - Grand Prix ZTS Dubnica nad Vahom
  - 1re étape du Tour de Serbie
  - 1re et 2e étapes du Morava Tour
  - 2e de Velká Bíteš-Brno-Velká Bíteš
- 2001
  - Velká Bíteš-Brno-Velká Bíteš
  - 2e étape du Tour de Vysočina
  - 3e de la Kettler Classic-Südkärnten
- 2003
  - Tour du Burgenland
  - 2e du Grand Prix ZTS Dubnica nad Vahom
- 2004
  - 2e du Grand Prix Vorarlberg
  - 3e du Völkermarkter Radsporttage
- 2005
  - 2e du Kirschblütenrennen
  - 3e du Grand Prix Vorarlberg
- 2006
  - 3e du Völkermarkter Radsporttage
- 2007
  - Lavanttaler Radsporttage
  - 2e du Kärnten Viper Grand Prix